# 卡德雷扎泰
卡德雷扎泰（義大利語：Cadrezzate），曾是意大利瓦雷泽省的一个市镇。总面积5平方公里，人口1774人，人口密度354.8人/平方公里（2009年）。国家统计（ISTAT）代码为012028。
2019年卡德雷扎泰和奥斯马泰两市镇合并为新的卡德雷扎泰和奥斯马泰市镇。